# Armand Marsick

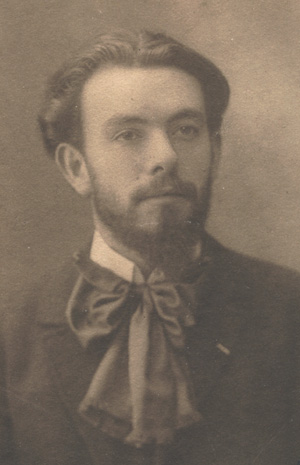
Armand Louis Joseph Marsick

Armand Louis Joseph Marsick (Luik, 20 september 1877 - Haine-Saint-Paul, Henegouwen, 30 april 1959) was een Belgisch componist, muziekpedagoog, dirigent en violist.

## Levensloop
Hij was zoon van Louis François Marsick (1843-1901, professeur de musique) en Maria Françoise Lejaxhe. Oom Martin Marsick was virtuoos violist. Armand was getrouwd met Paola Sampieri.
Hij was een leerling van Desiré Heynberg, Delieu R. Massart, kamermuziek, Sylvain Dupuis (compositie) en Jean-Théodore Radoux aan het Koninklijk Conservatorium Luik. Vanaf 1897 was hij werkzaam als violist in het theater en het orkest van het conservatorium in Nancy, Frankrijk, waar hij bekend raakte met Joseph Guy Ropartz, directeur van het conservatorium. In 1898 ging hij naar Parijs, om als violist in het orkest van de Concerts Colonne en het orkest van de Opéra-Comique te werken. Tijdens zijn zesjarig verblijf in Parijs componeerde hij ook verschillende werken. Einde 1908 vertrok hij op advies van Édouard Colonne naar Athene, Griekenland, en werd daar chef-dirigent van het symfonisch orkest en professor aan het Conservatorium "Odeon". Tot zijn leerlingen in Athene behoorden Dimitri Mitropoulos en M. G. Ski Avos. Na de Grieks-Turkse oorlog vertrok hij naar Spanje en werd in Bilbao eerste directeur van het nieuwe conservatorium. Op 25 februari 1922 dirigeerde hij het Ochestra Sinfonica actuel de Bilbao.
In 1927 keerde hij terug naar België en werd benoemd tot leraar aan het Koninklijk Muziekconservatorium van Luik en stichtte er de Société des concerts populaire die hij leidde tot 1939.
Hij schreef opera, symfonische muziek, liederen, kamermuziek en een belangrijke partituur voor de radio : Le visage de la Wallonie.

## Composities

### Werken voor orkest
- 1894 Pensée religieuse
- 1895 Adagio Pathétique, voor viool en orkest
- 1902 Scènes de montagne
- 1902 Stèle funéraire, ter nagedachtenis van zijn vader
- 1904 Improvisation et Final, voor cello en orkest
- 1908 La Source
- 1912 Tableaux grecs
- 1929 Cadence et danse orientales
- 1937 Tableaux de Voyages
- 1939 Loustics en Fête

### Missen, cantates en gewijde muziek
- 1896 A la Science, cantate voor twee solisten en koor

### Muziektheater

#### Opera's
| Voltooid in | titel            | aktes  | première                   | libretto                                       |
| ----------- | ---------------- | ------ | -------------------------- | ---------------------------------------------- |
| 1903        | La Jane          | 1 akte | 1913, Rome                 | Fernand Beissier                               |
| 1906        | Ismaïl           |        | (niet uitgevoerd)          |                                                |
| 1911-1913   | Lara             | 3 akte | 3 december 1929, Antwerpen | Charles Kloster, naar Lord George Gordon Byron |
| 1915-1924   | L'Anneau nuptial | 3 akte | 3 maart 1928, Brussel      | Ugo Fleres                                     |

#### Toneelmuziek
- 1908 Cybelia - tekst: P. Gusman en Paul Géraldy

### Kamermuziek
- 1900 Sonate, voor viool en piano
- Quatuor pour cors
- Trois Morceaux Symphoniques

### Werken voor orgel
- 1910 Poème Nuptial